# Stacked Rubbish
Stacked Rubbish — альбом японской visual kei группы The Gazette, выпущен 4 июля 2007 года в Японии и 24 августа в Европе. Продажи Stacked Rubbish стартовали с третьей строчки в японском чарте Oricon, за первую неделю было распродано около 33 тыс. экземпляров. Лимитированное издание поставляется в слипкейсе с другой обложкой и специальным буклетом со словами песен.

## Список композиций
1. "Art Drawn By Vomit" – 1:49
2. "Agony" – 4:15
3. "Hyena" – 4:16
4. "Burial Applicant" – 4:27
5. "Ganges ni Akai Bara" (ガンジスに紅い薔薇) – 4:08
6. "Regret" – 4:30
7. "Calm Envy" – 6:05
8. "Swallowtail on the Death Valley" – 4:06
9. "Mob 136 Bars" – 2:39
10. "Gentle Lie" – 3:53
11. "Filth in the Beauty" – 4:11
12. "Circle of Swindler" – 2:58
13. "Chizuru" (千鶴) – 5:47
14. "People Error" – 2:58

Музыка: The Gazette. Слова: Ruki.
Второй диск (DVD, только в ограниченном издании)
1. "Burial Applicant
2. "Chizuru "Apartment" Movie Version" (千鶴　映画「アパートメント」劇場上映 Ver.)